# クリス・ヒプキンス
クリストファー・ジョン・ヒプキンス（英: Christopher John Hipkins、1978年9月5日 - ）は、ニュージーランドの政治家。同国首相（第41代）を務めた。現在、ニュージーランド労働党党首（第18代）。新型コロナウイルス感染症対策の功績で著名となった。警察大臣や代議院院内総務を歴任。2008年から代議院議員を務めている。

## 来歴

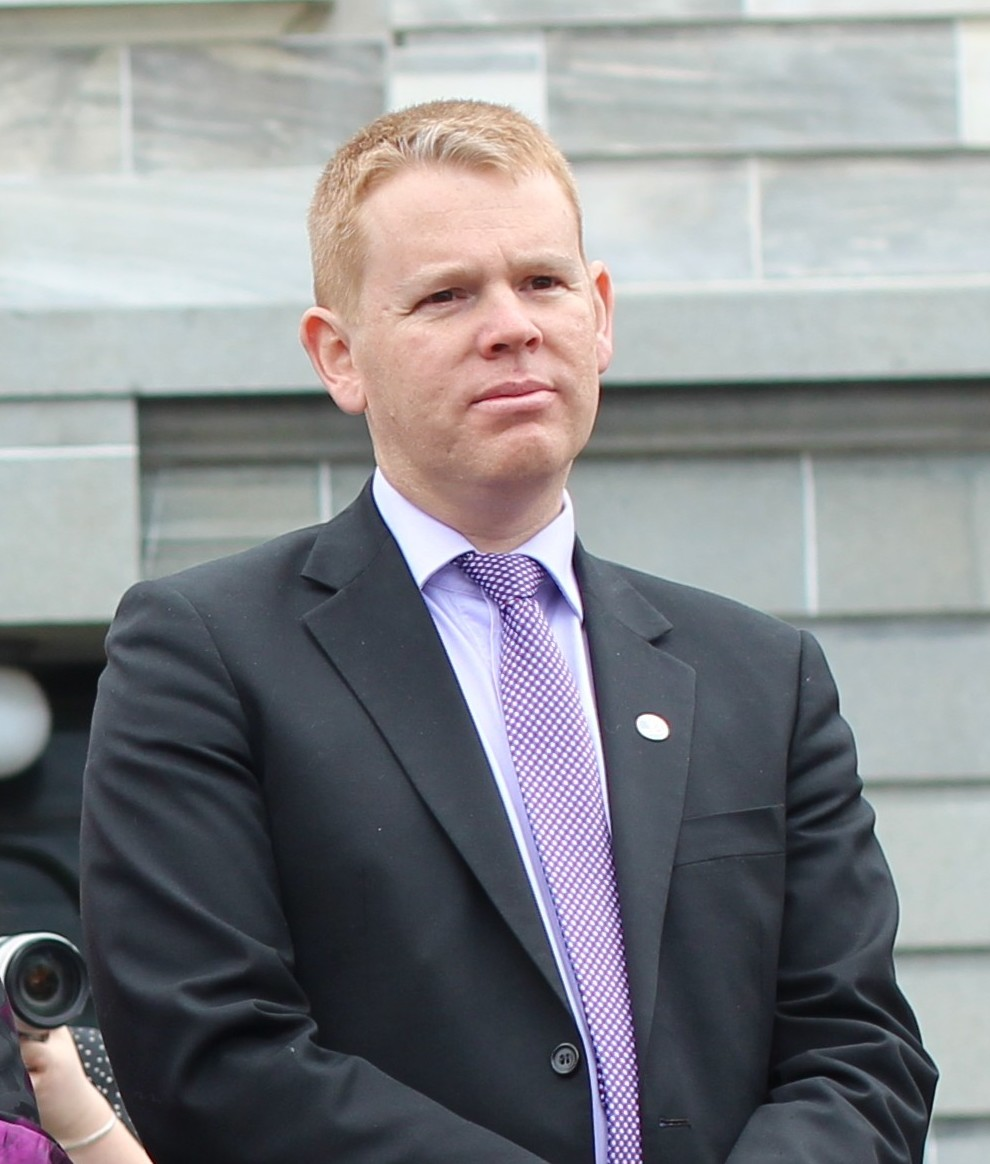
代議院の前で立つヒプキンス（2018年8月25日）

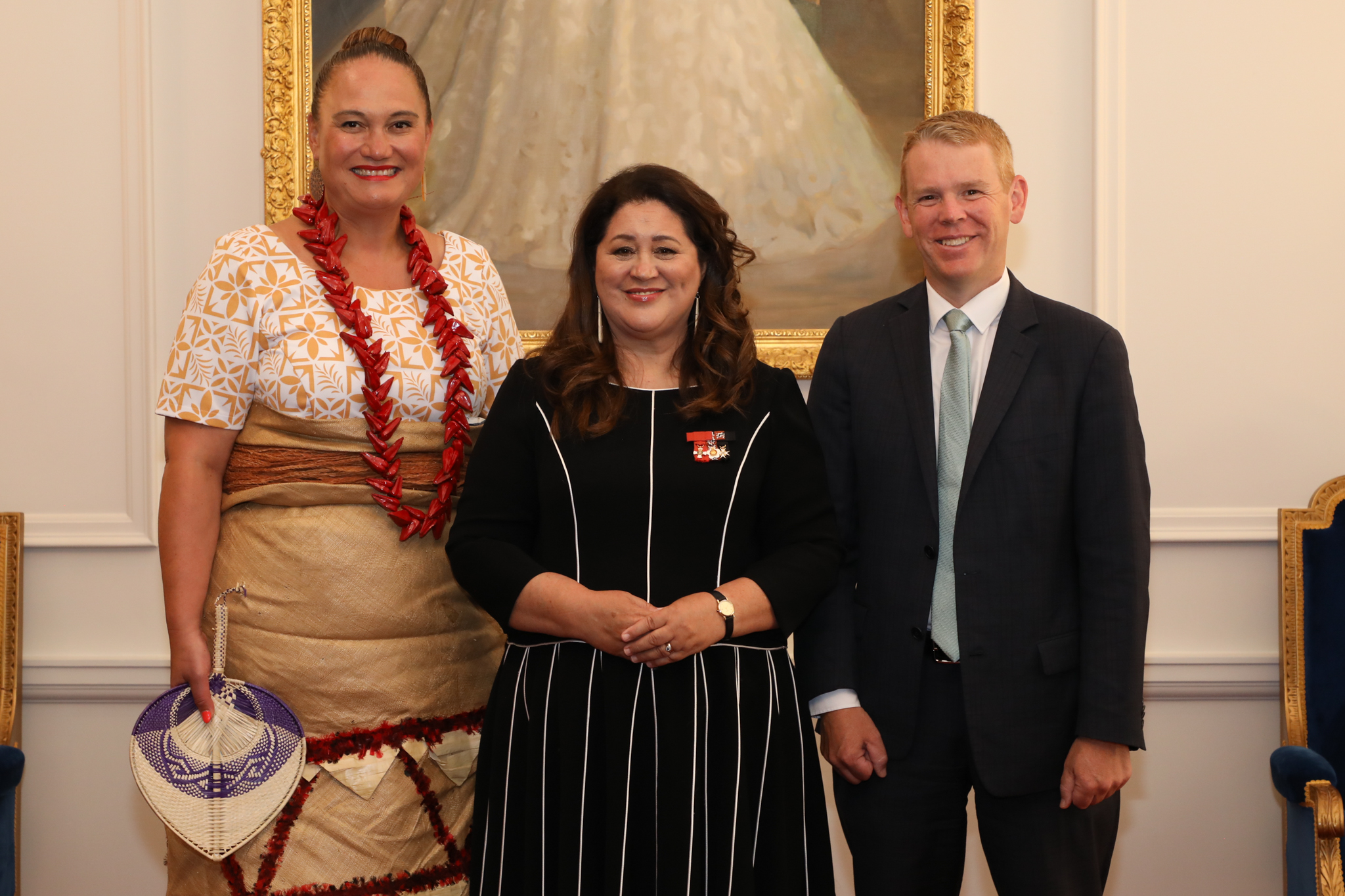
2023年1月25日の首相任命式後、キロ総督（中央）やセプロニ副首相（左）と撮影するヒプキンス（右）

1978年9月5日にハットバレーで誕生する。母のローズマリーはニューヨーク・カーネギー財団の支援団体「ニュージーランド教育研究評議会」のメンバーであった。ハット中学校を卒業後、高校では生徒会長を歴任。
1997年9月、ヒプキンスは大学1年生のときに、議会で三次審査を通過したグリーン法案に抗議しているときに逮捕された数十人の1人だった。この問題は法廷に持ち込まれ、警察は抗議者が暴力的であったと主張したが、裁判では抗議は平和的であり、逮捕の理由はないとして無罪判決が下され、10年後に謝罪と20万ドル以上の金銭的保証がヒプキンスを含む数十人の抗議者に配分された。しかし大半は弁護士費用に充てられ、わずかに残ったお金はアムネスティ・インターナショナルなど慈善団体に寄附された。卒業後はトッドコーポレーションのトレーニングマネージャーとして勤務。2008年総選挙では政界引退を表明していた労働党のポール・スウェイン議員のリムタカ（2020年にレムタカに改名）選挙区より立候補し、過半数を上回る票を獲得し当選した。
議員就任後の9年間は内政担当の労働報道官であり、政府管理、地方自治体と環境、輸送担当の議会委員会のメンバーを務めている。就任直後に火力発電の禁止を盛り込んだ法案を提出したが、審査は却下された。2011年のカンタベリー地震では政府が独断でチャーター・スクールを行い、クライストチャーチの学校を閉鎖したことに強く異議を唱えた。2013年4月、ニュージーランドで同性婚を合法化する結婚修正法案に賛成票を投じた。2015年12月3日には国内に掲示されている銃の看板広告について、アメリカ合衆国のような銃社会になる恐れから撤去を求めた。
2017年にはアーダーン内閣発足に伴い、労働党幹部会によって閣僚に選出された。後にフィクサーとして、数々の大臣を兼任している。2018年12月、ヒプキンスは母校であるビクトリア大学ウェリントン校の評議会による、大学の名前を「ウェリントン大学」に変更するという勧告を拒否した。教授や在校生、卒業生からの名前の変更に対する強い反対を理由に「大学が利害関係者と十分に関わり、彼らの意見を考慮すべきだと確信していなかった」と述べた。
2019年2月、ヒプキンスは、国内の16の工科大学をニュージーランド技能技術研究所に統合して、赤字と国内入学者数の減少に対処することを提案。同年8月1日に工科大学の合併計画について、翌年4月までに行うと再確認。2022年に工科大学の合併を実施した結果、入学者数の減少、巨額の赤字、上級職員の辞任などの困難に直面し始めた。ヒプキンスは2019年5月に今後4年間で2400人の教師研修生を育成するためにドルを増額して、奨学金増加と新たな教師雇用プログラムを実施することを発表。しかし、地元の労働組合やニュージーランド国民党からはこの措置が不十分だと批判された。2022年にはコロナ担当大臣に任命されたが、アフガニスタンで取材を行うアルジャジーラ所属のジャーナリストシャーロット・ベリスの個人情報を無断で公開した疑いから2年後に辞職。代議院議員のクリス・ビショップとデビッド・シーモアからはヒプキンスの行動を批判し、王室の大臣として「相応しくない」と述べた。
2023年1月19日にアーダーンが職務を続けるエネルギーは残っていないとして労働党党首、並びに首相から退く意向を表明した。1月21日の午前9時に党首選挙の立候補が締め切られまでに届け出たのがヒプキンスのみであった。法務大臣のキリ・アランが次期労働党党首として有力であると憶測されたが、党首選を辞退したため、ヒプキンスが党首に就任。25日、カーメル・セプロニの副首相就任と同時に首相に就任した。しかし新型コロナウイルス感染症の流行に対応するため行ったロックダウンや生活費の高騰などが国民から不評を買い、同年10月14日の総選挙で敗北を喫しヒプキンスは11月27日に首相を退任、わずか10カ月の短命政権に終わった。

## 人物
2018年に2人目の子供の誕生のために育児休暇を延長したとき、初めてニュージーランド男性閣僚の中で育休を取った。2020年に妻と結婚したが、僅か2年で別居している。休日にはソーセージ ロールとコカ・コーラ ゼロを嗜んでいる。